# Ignacio Flores
Ignacio Flores Ocaranza, né le 31 juillet 1953 à Mexico au Mexique, et mort le 11 août 2011 près de Cuernavaca, est un joueur de football international mexicain, qui évoluait au poste de défenseur.
En août 2011, Flores est assassiné lorsqu'un camion transportant sa famille est attaqué par un homme armé.
Son frère, Luis, était également footballeur.

## Biographie

### Carrière en club
Ignacio Flores réalise l'intégralité de sa carrière avec le club de Cruz Azul. Avec cette équipe, il dispute plus de quatre cents matchs en première division mexicaine entre 1972 et 1990.
Avec cette équipe, il remporte cinq titres de champion du Mexique, une Coupe du Mexique, et enfin une Supercoupe du Mexique.

### Carrière en équipe nationale
Il reçoit douze sélections en équipe du Mexique de football, sans inscrire de but, entre 1975 et 1980.
Il figure dans le groupe des sélectionnés lors de la Coupe du monde de 1978. Lors du mondial organisé en Argentine, il joue un match contre la Pologne.

## Palmarès
Cruz Azul
| - Championnat du Mexique (5) : - Champion : 1971-72, 1972-73, 1973-74, 1978-79 et 1979-80. - Vice-champion : 1980-81, 1986-87 et 1988-89. - Coupe du Mexique (1) : - Vainqueur : 1973-74. - Finaliste : 1987-88. |  | - Supercoupe du Mexique (1) : - Vainqueur : 1974. - Finaliste : 1972. |